# Фицсиммонс, Райли
Райли Фицсиммонс (англ. Riley Fitzsimmons) — австралийский гребец на байдарках, серебряный призёр летних Олимпийских игр 2024 года, чемпион мира 2017 года. Участник летних Олимпийских игр 2016, 2020 и 2024 годов.

## Карьера
Райли выступал байдарках-четвёрках на дистанции 1000 метров на летних Олимпийских играх 2016 года в Рио-де-Жанейро. Австралийская четвёрка в финале А стала четвёртой.
На чемпионате мира 2017 года в Рачице австралийская четвёрка на дистанции 1000 метров одержала победу, в её составе был и Райли Фитцсиммонс.
На летних Олимпийских играх 2020 года в Токио, австралиец принял участие в двух дисциплинах. В составе четвёрки байдарочников австралийская команда принял участие в финале А и к финишу пришла шестой. В двойках на дистанции 1000 метров выступил в финале В и занял итоговое тринадцатое место.
На летних Олимпийских играх 2024 года в Париже австралиец завоевал олимпийскую серебряную медаль в байдарках-четвёрках на дистанции 500 метров. Команде не хватило 0,04 секунды до золотой олимпийской медали.